# Besim Hot
Besim Hot (* in Mazedonien) ist ein professioneller Schweizer Pokerspieler. Er gewann 2019 ein Bracelet bei der World Series of Poker Europe.

## Persönliches
Besim Hot ist gebürtiger Bosniake, seine Familie zog als Besim Hot ein Kind war von heutigem Sandzak nach Mazedonien.
Besim Hot zog in den frühen 2000er mit seiner Familie aus Mazedonien in die Schweiz. Er lebt in Zürich.

## Pokerkarriere
Seine erste Geldplatzierung bei einem Live-Turnier erzielte Hot Anfang Dezember 2007 bei der Christmas Poker Championship in Bregenz, bei der er den mit über 22'000 Euro dotierten dritten Platz belegte. Mitte Oktober 2009 wurde er bei der Poker-Europameisterschaft im niederösterreichischen Baden in der Variante No Limit Hold’em Zweiter hinter dem Tschechen Martin Kabrhel und erhielt ein Preisgeld von rund 135'000 Euro. Im Dezember 2011 belegte Hot bei der Swiss Championship in Baden AG ebenfalls den zweiten Platz und sicherte sich 85'000 Schweizer Franken. Im Mai 2012 landete er bei einem High-Roller-Event im King’s Resort in Rozvadov erneut auf dem zweiten Rang, der mit 122'400 Euro bezahlt wurde. Mitte August 2012 setzte er sich an gleicher Stelle beim High Roller der German Championship of Poker (GCOP) durch und erhielt eine Siegprämie von 155'000 Euro. Diesen Erfolg wiederholte Hot bei der nächsten Austragung der GCOP im Oktober 2012 und sicherte sich weitere 150'000 Euro. Auch im Februar 2013 gewann er das GCOP High Roller mit einer Siegprämie von 155'000 Euro. Im Oktober 2019 erreichte Hot bei der World Series of Poker Europe in Rozvadov den Finaltisch des Short Deck High Roller und beendete das Event als Fünfter für mehr als 165'000 Euro. Drei Tage später gewann er die Mixed Games Championship der Turnierserie und sicherte sich als erster Schweizer ein Bracelet sowie sein bisher höchstes Preisgeld von rund 385'000 Euro.
Insgesamt hat sich Hot mit Poker bei Live-Turnieren mehr als 2 Millionen US-Dollar erspielt und ist damit einer der erfolgreichsten Schweizer Pokerspieler.